# 威廉·F·奎因
威廉·弗朗西斯·奎因（英語：William Francis Quinn，1919年7月13日—2006年8月28日）为美国政治人物，曾担任夏威夷领地末任总督及夏威夷州首任州长。